# Решетов, Алексей Леонидович
Алексе́й Леони́дович Ре́шетов (3 апреля 1937 года — 29 сентября 2002 года) — российский лирический поэт и писатель. Малая березниковская энциклопедия называет его лучшим лирическим поэтом России.
Почётный гражданин города Березники, заслуженный работник культуры РФ, лауреат Всероссийской литературной премии имени Д. Н. Мамина-Сибиряка.

## Биография
Родился в Хабаровске 3 апреля 1937 года. В 1937 году его родители были репрессированы: отец расстрелян, а мать сослана в лагеря, сначала в Казахстан, затем, в начале войны, она была переведена в Соликамск на строительство бумажного комбината. В 1943 году она была освобождена без права выезда из Соликамска, поэтому дети вместе с бабушкой переехали к ней и снимали жильё в Боровске, в бараках около комбината. Позднее семья переехала в Березники.
После окончания школы Решетов учился в Березниковском горно-химическом техникуме и окончил его в 1956 году, получив специальность горного электромеханика. После этого 26 лет работал на калийном комбинате, где проявил себя квалифицированным специалистом и хорошим организатором, за что неоднократно награждался руководством рудоуправления и предприятия «Уралкалий» (так, за многолетний труд в рудоуправлении награждён знаком почета «Шахтерская слава»). Именно в этот период было написано большинство его стихов.
Не плачьте обо мне.

    Я был счастливый малый.

Я тридцать лет копал

    подземную руду.

Обвалами друзей моих

    поубивало,

А я еще живу, еще чего-то жду.

Не плачьте обо мне,

    Меня любили девы.

Являясь по ночам, чаруя и пьяня,

Не за мои рубли,

    не за мои напевы.

И ни одна из них не предала меня.

Не плачьте обо мне.

    Я сын «врагов народа»,

В тридцать седьмом году

    поставленных к стене.

В стране, где столько лет

    отсутствует Свобода,

Я все еще живу.

    Не плачьте обо мне.
Решетов начал писать стихи с 1953 года. Его первая книга «Нежность» вышла в 1961 году и была замечена критиками. В 1960-1970-е годы вышли сборники «Белый лист» (первая книга в твёрдой обложке; иллюстрации Виталия Петрова), «Рябиновый сад», «Лирика» и другие. В 1965 году, после публикации повести «Зёрнышки спелых яблок» Решетов был принят в Союз писателей СССР. К этому времени Решетов был уже широко известным поэтом: о его творчестве писали статьи, его стихи входили в антологию лучших лирических поэтов. В 1967 году стал одним из авторов нашумевшего сборника Пермского книжного издательства «Современники»; резкая критика В. Астафьевым этого сборника надолго лишила поэта возможности публиковаться. Один из виднейших русских критиков Вадим Кожинов включил его в антологию «Страницы современной лирики» в числе 12-ти поэтов, среди которых представлены Николай Рубцов, Владимир Соколов, Глеб Горбовский, Анатолий Передреев, Олег Чухонцев, Юрий Кузнецов и др. Сборник был официально адресован старшеклассникам и выдержал два издания в 1980 и 1983 гг. в издательстве «Детская литература».
В 1982 году Решетов переехал в Пермь и работал литературным консультантом в Пермской областной писательской организации, продолжая писать стихи. Его книги издавались в Перми и Екатеринбурге. В 1987 году, когда он отмечал свой 50-летний юбилей, ему было присвоено звание Почётного гражданина города Березники. За литературную деятельность Решетов был награждён В 1987 году Почётной грамотой Президиума Верховного Совета РСФСР, а в 1994 году ему было присвоено звание «Заслуженный работник культуры». Также в 1994 году, за сборник «Иная речь», он был удостоен звания лауреата премии Пермской области в сфере культуры и искусства.
В 1995 году переехал в Екатеринбург, где и скончался 29 сентября 2002 года. Его прах захоронен в Березниках.

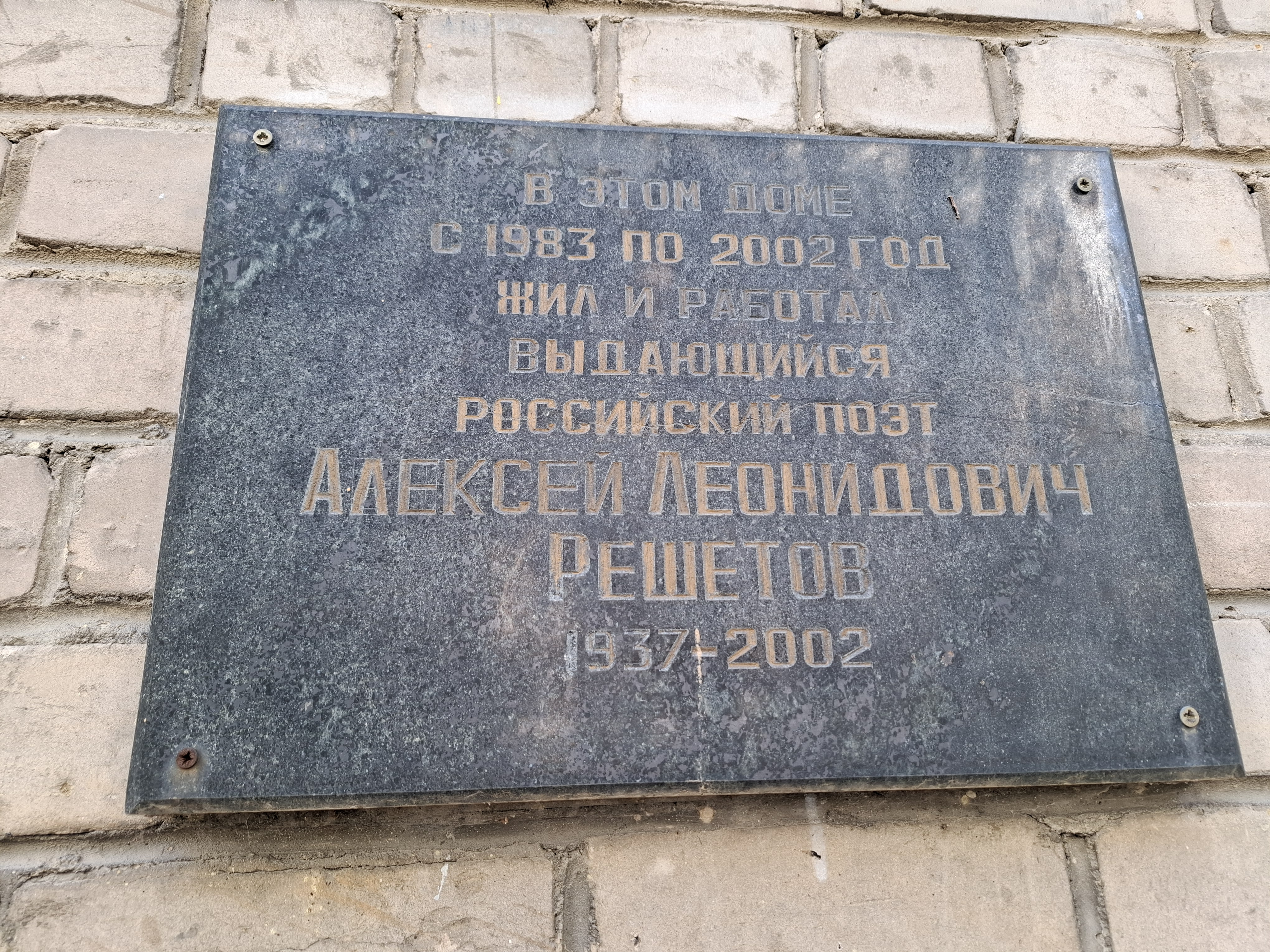
Мемориальная табличка на доме, в котором поэт жил последние годы своей жизни

В 1999 году в Березниках впервые были организованы «Решетовские встречи», которые проводились для выявления талантливых поэтов и писателей Пермской области и получили позднее статус областного фестиваля литературного творчества.
В 2005 году Алексей Леонидович Решетов стал лауреатом Всероссийской литературной премии имени Д. Н. Мамина-Сибиряка. Премия была присуждена посмертно за собрание сочинений в трёх томах.

### Семья
- Жена — Тамара Павловна Катаева (20 октября 1946 — 17 октября 2020, Тюмень). Похоронена в Екатеринбурге рядом с могилами отца и матери[10].

## Некоторые публикации
- Страницы современной лирики/Сост. В. Кожинов. — М.: Дет. лит., 1980, 1983.
- Антология современной уральской поэзии (1997—2003 гг.). — Фонд Галерея, 2003. — 272 с. — 1000 экз. — ISBN 5-829-0375-9.
- Строфы века. Антология русской поэзии / сост. Евгений Евтушенко. — Полифакт, 1999. — 5000 экз. — ISBN 5-89356-006-X.
- Алексей Решетов. Лирика. — Пермь, 1976.
- Алексей Решетов. Лирика. — М.: Молодая гвардия, 1984.
- Алексей Решетов. Автопортрет. — Пермь, 1987.
- Алексей Решетов. Избранное. Стихотворения и поэмы. — СПб.: Маматов, 2009. — 288 с.
- Алексей Решетов. Стихи 1960—2002 гг. — Челябинск, Изд. Марины Волковой, 2014. — 60 с., 200 экз.
- Решетов, А. Собрание сочинений. В 3-х т. — Екатеринбург, 2004.